# Art Up!
Art Up!, initialement Lille Art Fair, est une foire d'art contemporain créée en 2008 en coproduction avec StrasbourgEvenements et  Lille Grand Palais à Lille. Elle se tient sur quatre jours en février/mars.
La première édition a été lancée par  Olivier Billiard directeur artistique et Dénia Ben El Habbes  Bahadir directrice de projet. La quatrième, en 2011, organisée sous la direction artistique de Didier Vesse, a accueilli plus de 80 galeristes sur 12 000 m2 et reçu plus de 15 000 visiteurs, soit une augmentation de la fréquentation d'environ 18 % par rapport à 2010.
Renommée Art Up! en 2013, la foire a accueilli 28 000 visiteurs pour sa septième édition en 2014.
En 2018, la foire a accueilli plus de 32 000 visiteurs. La 12e édition a eu lieu du 28 février au 3 mars 2019 avec un gros plan sur la photographie. Elle a rassemblé plus de 40 000 visiteurs et une centaine d'exposants de France, Belgique, Espagne, Japon et du Pays-Bas,.